# سوتان
سوتان (به آلمانی: Sautens) یک شهر در اتریش است که در ناحیه ایمست واقع شده‌است. سوتان ۱۱٫۶۱ کیلومتر مربع مساحت دارد ۸۱۲ متر بالاتر از سطح دریا واقع شده‌است.